# Weresnewe
Weresnewe (ukr. Вересневе) – wieś na Ukrainie, w obwodzie rówieńskim, w rejonie rówieńskim.